# David Rochela
David Rochela Calvo (* 19. Februar 1990 in Puentes de García Rodríguez) ist ein ehemaliger spanischer Fußballspieler.

## Karriere

### Verein
Das Fußballspielen erlernte David bei Deportivo La Coruña. Seinen ersten Vertrag unterschrieb er 2008 auch bei seinem Jugendverein. Hier wurde er im B-Team sowie in der ersten Mannschaft eingesetzt.  2012 wurde er zu Racing Santander ausgeliehen. Ebenso wurde er 2013 nach Israel ausgeliehen. Hier spielte er eine Saison bei Hapoel Tel Aviv. Nach Ende des Vertrags bei Deportivo wechselte er nach Asien. Hier unterschrieb er beim thailändischen Erstligisten Buriram United einen Vertrag. 2014 feierte er mit Buriram die thailändische Meisterschaft sowie den Gewinn des Kor Royal Cup. Für den Verein aus Buriram stand er 37-mal in der ersten Liga auf dem Spielfeld. 2015 wechselte er auf Leihbasis zum in der Hauptstadt Bangkok beheimateten Port FC. Nach der Ausleihe wurde er von Port fest verpflichtet. 2019 gewann er mit Port den FA Cup. Das Endspiel gegen den Erstligisten Ratchaburi Mitr Phol gewann man mit 1:0. Nach insgesamt 76 Erstligaspielen für Port wurde sein Vertrag im Sommer 2023 nicht verlängert. Am 1. Juni 2023 beendete er seine Karriere als Fußballspieler.

### Nationalmannschaft
2005 stand David einmal in der spanischen U16-Nationalmannschaft. 15 Mal spielte er 2007 für die spanischen U17-Nationalmannschaft. Von 2008 bis 2009 stand er 13 Mal für die spanische U19-Nationalmannschaft auf dem Platz. Hier schoss er ein Tor.

## Erfolge
Deportivo La Coruña
- Spanischer Zweitligameister: 2011/12

Buriram United
- Thailändischer Meister: 2014
- Kor-Royal-Cup-Sieger: 2014

Port FC
- Thailändischer Pokalsieger: 2019